# K.K. Partizan 1952
Questa pagina raccoglie le informazioni riguardanti il Košarkaški klub Partizan nelle competizioni ufficiali della stagione 1952.

## Roster
| N° | Naz.                  | Ruolo | Sportivo              |  | Alt. |  |
| -- | --------------------- | ----- | --------------------- |  | ---- |  |
|    | Jugoslavia (bandiera) |       | Mirko Marjanović      |  |      |  |
|    | Jugoslavia (bandiera) |       | Borislav Stanković    |  |      |  |
|    | Jugoslavia (bandiera) |       | Milan Blagojević      |  |      |  |
|    | Jugoslavia (bandiera) |       | Ivan Jovanović        |  |      |  |
|    | Jugoslavia (bandiera) |       | Radomir Miladinović   |  |      |  |
|    | Jugoslavia (bandiera) |       | Lajoš Engler          |  |      |  |
|    | Jugoslavia (bandiera) |       | Čedomir Stojičević    |  |      |  |
|    | Jugoslavia (bandiera) |       | Božidar Munćan        |  |      |  |
|    | Jugoslavia (bandiera) |       | Radomir Šaper         |  |      |  |
|    | Jugoslavia (bandiera) |       | Đorđe Lazić           |  |      |  |
|    | Jugoslavia (bandiera) |       | Selimir Mehmetbegović |  |      |  |
|    | Jugoslavia (bandiera) |       | Andrija Frimerman     |  |      |  |
|    | Jugoslavia (bandiera) |       | Dušan Radojčić        |  |      |  |
|    | Jugoslavia (bandiera) |       | Gavrić                |  |      |  |
|    | Jugoslavia (bandiera) | All.  | Borislav Stanković    |  |      |  |